# Монастырь Русану
Монастырь Русану, или Святой Варвары, — один из шести сохранившихся Метеорских монастырей. Этот монастырский комплекс, как и Монастырь Святого Николая Анапавсаса, расположен на особо ограниченной площади, поэтому издали создается представление только одного здания и видится только купол храма. После восстановления монастырь действует как женский, второй подобный на Метеоре после монастыря Святого Стефана.
О происхождении названия монастыря доподлинно ничего не известно. Вероятно, оно образовалось от имени учредителя или местности его происхождения. Вторая версия приписывает основание монастыря в 1388 году монахам Никодиму и Бенедикту. Невозможно установить, что было причиной, но монастырь все же прекратил своё существование. И настоящими основателями считают братьев Максима и Иоасафа с Янины, которым предоставило скалу Русану в распоряжение епископство Стагон в 1527 году. Двое братьев построили храм в 1545 году, о чем утверждает их завещание, которое хранится в Государственной библиотеке:
Двое братьев создали этот монастырь ... Союз честных ... на Метеоре и более нигде ... в 1545 ... и все жили, помогая друг другу ...
По третьей же версии, храм построен в 1530 году, то есть все равно после того, как на скале Русану поселились братья.

## Собор Святой Варвары

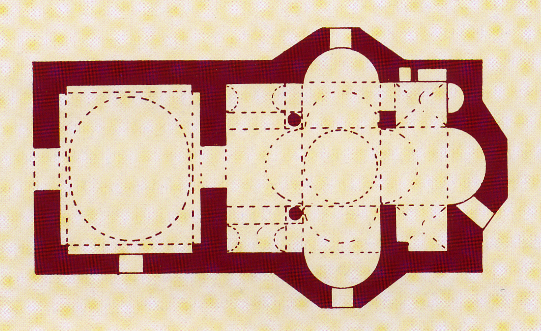
План собора Святой Варвары

Длинный внутренний коридор между северной стеной Собора и кельями переходит в храм, основанный братьями монахами в честь Преображения Христа. Но вместе с тем сегодня почитают Святую Варвару. Собор имеет неф и основной храм. Внешнее покрытие выполнено не очень тщательно и кое-где прерывается крестами из кирпича. Верхние части стен заканчиваются зубчатыми линиями. Купол многоугольный, на каждой стороне имеет по одному окошку, украшенному полукругами.
Неф представляет собой четырехугольную площадь, покрытую эллипсоидным куполом, упирающимся в 4 арки. Основной храм крестообразный с двенадцатисторонним сводом. Горизонтальные линии креста заканчиваются полукольцами с северной и южной стены, как и основной храм. Такой тип застройки храма был впервые использован в Соборе Великой Лавры на Святом Афоне в конце X века и поэтому называется афонским.
Потребность оставлять некоторую площадь для церковного хора в соборах побудила увеличивать конец горизонтальной линии и видоизменять полукруг. Этот архитектурный тип довольно часто встречается среди храмов Балкан. Так и в Соборе Святой Варвары имеются характерные черты: угловые помещения основного храма Собор покрыты на востоке крестовыми сводами, а на западе — арками.

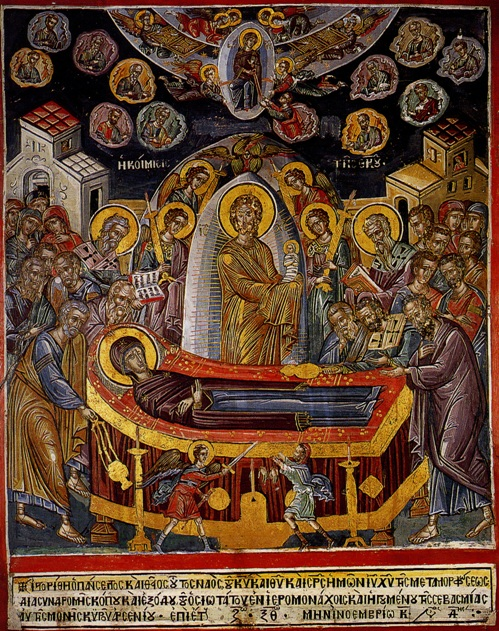
Успение Богоматери и надпись об учреждении Собора

В Соборе монастыря Русану сохранилось множество фресок, среди них надпись на западной стене основного храма:
«Возведён этот божественный и почитаемый храм в честь Преображения Христа усилиями и на средства Преосвященства иеромонаха и игумена этого монастыря Святого Арсения в ноябре 1560 года.»
Оригинальный текст (греч.)+ICTOPIΘΗ ΠANCEΠΤΟΣ Κ(ΑΙ) ΘΕIOΣ OYTOΣ NAOΣ, ΤΟΥ K(YPIOY) KAI C(ΩΤΗ)P(O)Σ HMΩN I(HCO)Y X(PIΣTO)Y THC METAMOPΦΩΣEΩΣ / ΔIA CYNΔPOMHΣ KOΠOY KAI ΕΞΟΔOY TOY OCIΩTATOY EN IEPOMONAXOIΣ KAI HΓOYMENOY THC CEBACMIAΣ / AYTHC MONHΣ KYPOY APΣENIOY • EΠI ETOYC ZώΞΘώ (1560) MHNI NOEMBPIΩ KIN(ΔIKTIΩN)OC ΔHC.
Выполнению иконописной программы в Соборе Святой Варвары предшествовали живописные фрески Собора Великой Лавры на Святом Афоне и Мегале Метеора — пожалуй, наиболее выдающиеся работы «Критской школы».
На куполе Вседержитель, окруженный ангелами и Богоматерью. На своде фигуры пророков, а в углах — четыре евангелиста. Под сводом храма — Платитера среди ангелов. Изображены также иерархи, Успение Богородицы, Пятидесятница и Небесная литургия. На западной стороне в углах храма занимают своё место Благовещение и пророк Исаия рядом с Богородицей и царь Давид рядом с Архангелом Гавриилом.
Под сводом южной стороны изображены Преображение и ниже Исцеление Лазаря и Вход Господень в Иерусалим. В следующем поясе — фигуры Святого Георгия, Федора из Тир, Прокопия, Евстафия, Иакова Персенянина. Под сводом в южной нише — Рождество Христово, Избиение младенцев, Сретение, Крещение Господне, Тайная вечеря. Перед сводом — фигуры пророков. В юго-западном углу изображены Рождество Пресвятой Богородицы, Двенадцатилетний Иисус в храме, Святые Козьма и Дамиан. На куполе — Искушение Христа. На южной стене Святые Антоний, Евфимий, Савва и Стефан Молодой.

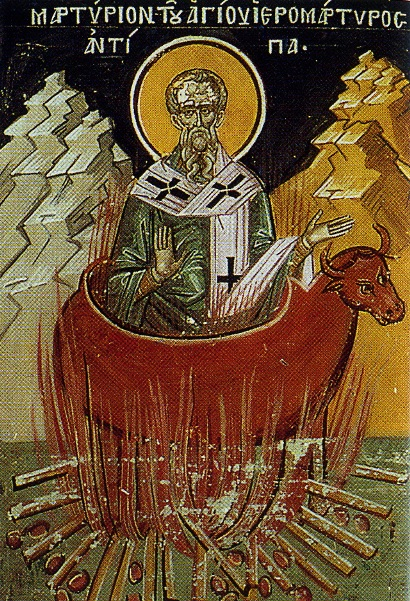
Мученичество Святого Антипы

Под сводом западной угловой ниши — Рождество Христово, Сотворение Чуда, Святой Пантелеймон и Ермолай. Под куполом — Воздвижение Святого Креста. На северной стене — Святые Эфраим, Великий Арсений, Иоанн Климак, Феодосий. На переднем плане — Святые Самсон и Диомидис.
Под сводом северного помещения изображено Воскресение. Ниже Приветствие, Явление Христа апостолам. Далее пояс с фигурами свидетелей и фигуры святых Меркурия, Артемия, Нестора, Федора Стратилата и Димитрия. Под северным сводом — Захоронение кустодия, Плач, Явление Христа на озере Тивериада. В центре изображения пророков.
Торжественную иконопись дополняют фрески нефа. На куполе изображена композиция, окружающая Всевышнего, что описывает псалмы 148, 149 и 150. В заостренных углах и восточной стене большая сцена Страшного Суда. В юго-восточной части нефа три отрока в пещи огненной, рядом - Даниил в яме со львами. Остальные площади нефа покрыты сценами по порядку мученичеств Святых Георгия, Димитрия, Нестора, Феодора, Дионисия, Игнатия, Андрея, Иакова Евгения, Мардария, Антипа и др., а также фигуры аскетов и отшельников.
Ряд стеновых фресок, иконопись, эскизы, цвет и техника объединяют отделку Собора монастыря Русану с большими настенными фресками «Критской школы» на Святом Афоне и на Метеоре, а также с соседним монастырем Дусика. Под впечатлением от работы художника Франко Кателано в монастыре Варлаама, художник монастыря Русану вводит в иконопись живой красный цвет — цвет огня, который, собственно, отличает его стиль.
Стеновые фрески Собора Святой Варвары — один из лучших образцов расцвета «Критской школы». В сочетании с живописью других метеорских монастырей они обозначили новый этап развития религиозной живописи Греции XVI века.

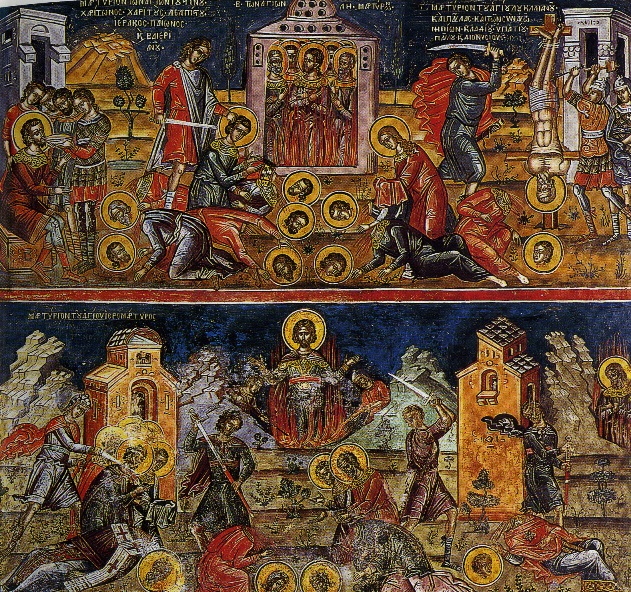
Неф собора Святой Варвары
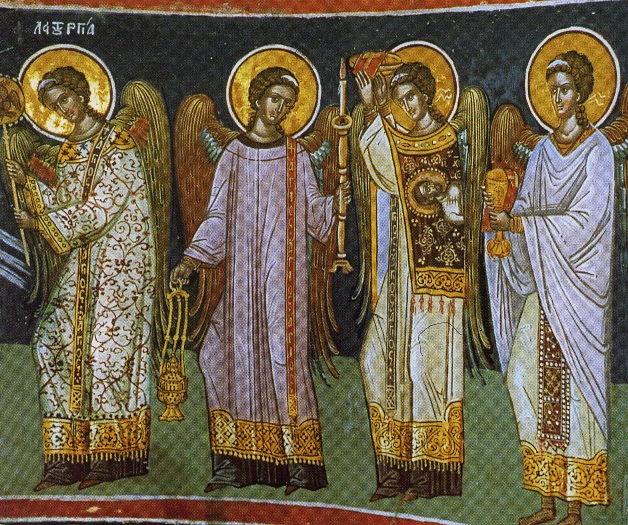
Небесная литургия
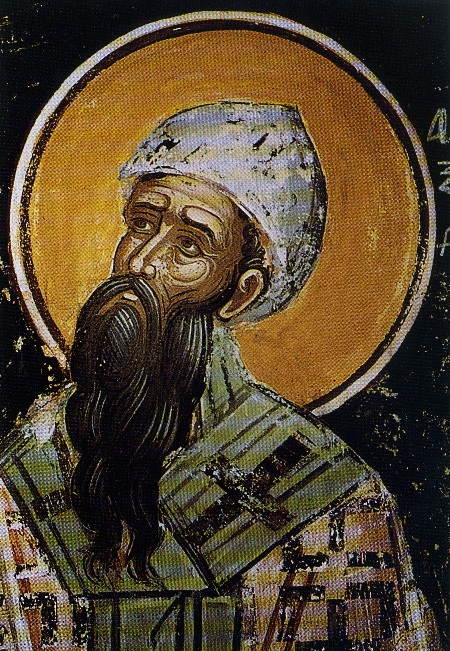
Святой Кирилл Александрийский
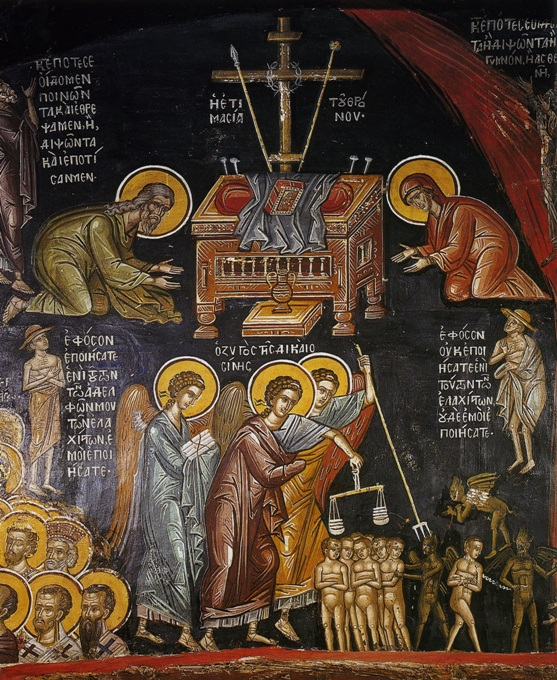
Второе Пришествие